# Route nationale 80 (Vietnam)
Pour les articles homonymes, voir Route nationale 80.
La route nationale 80 (vietnamien : Quốc lộ 80, sigle QL.80) est une route nationale au Viêt Nam.

## Parcours
La route nationale 80 parcourt, en 215 km, les provinces de Vĩnh Long, Đồng Tháp, An Giang, Cần Thơ, Kiên Giang.
La route nationale 80 traverse les localités suivantes : Vĩnh Long, Hà Tiên, Vĩnh Long (province de Vĩnh Long), Sa Đéc, Lai Vung, Lấp Vò (province de Đồng Tháp), Long Xuyên (province d'An Giang), Cần Thơ, Rạch Giá, Hà Tiên (province de Kiên Giang).